# Lakbäck
Lakbäck är en by i Nora socken, Våla härad, Heby kommun.
Byn omtalas första gången i markgäldsförteckningen 1312 ('in Lakabec'), då fanns här en bonde som restade 6 öre i skatt. Byn återkommer i handlingar 1390, 1400, 1415, 1416 och 1454. 
1541 fanns två skattebönder i Lakbäck, varav den ena med utjord i Nordmyra. Från 1631 upptas även en tredje gård i byn, som dessutom hade en kvarn i Lakbäcken. 1645 hade gårdarna i byn blivit fyra. 1658 upptas tre gårdar i Öster Lakbäck och två i Väster Lakbäck.